# Vlag van Girona
De Spaanse provincie Girona. voert geen officiële vlag. De onofficiële vlag bestaat uit negen horizontale banen, vijf gele en vier rode, en in het midden, een witte ruit met rode golven, omlijnd in rood zonder de randen te bereiken.
De voormalige vlag bestaat uit negen horizontale banen, vijf gele en vier rode, en in het midden, het voormalige provinciale wapen totdat deze in 2001 werd vervangen door een nieuw wapen.
|  |  |